# Biscione (Genova)
Forte Quezzi, chiamato ufficiosamente fin dagli anni settanta nel Novecento come Biscione dal nome gergale dato per la forma sinuosa dei suoi edifici, è il nome di complesso di edilizia popolare sorto alla fine degli anni sessanta sulle alture fra Marassi e Quezzi, a Genova, riferito per estensione anche al quartiere. Il nome ufficiale, forte Quezzi, deriva invece dalla presenza dell'omonimo forte ottocentesco posto sulla cima della collina su cui sorge il complesso.
È costituito da un insieme di cinque caseggiati, lunghi ciascuno oltre 300 metri, e disposti seguendo le curve di livello della collina sulla quale sono stati edificati. All'interno della costruzione spicca la chiesa parrocchiale Mater Ecclesiae costruita alla fine degli anni ottanta, con una curiosa forma di prua di nave.
Amministrativamente fa parte del Municipio III - Bassa Val Bisagno (San Fruttuoso, Marassi, Quezzi e Biscione) ed ha, come singola unità urbanistica, una popolazione di 9 283 abitanti (al 31 dicembre 2010).
Le strade lungo le quali si sviluppa il quartiere sono dedicate a quattro studiosi ed esploratori italiani: via Lamberto Loria, via Leonardo Fea (due edifici), via Elio Modigliani, via Carlo Emery.

## Architettura
Il Quartiere INA-Casa di Forte Quezzi fu realizzato nell'ambito del piano INA-Casa per le case popolari edificate con finanziamento pubblico.
La progettazione urbanistica del complesso fu affidata ad un ampio gruppo di architetti e risale al 1956/57. L'edificazione dell'ultimo edificio fu completata nel 1968.
I coordinatori del gruppo furono Luigi Carlo Daneri e Eugenio Fuselli. La progettazione architettonica fu suddivisa nelle singole unità del quartiere come segue:
- casa A: capigruppo Luigi Carlo Daneri e Eugenio Fuselli;
- casa B: capogruppo Robaldo Morozzo della Rocca;
- casa C: capigruppo Angelo Sibilla e Mario Pateri
- casa D: capogruppo Gustavo Pulitzer Finali
- casa E: capogruppo Claudio Andreani

Le diverse costruzioni che compongono l'insieme edilizio si distinguono per la presenza di due passeggiate, una al livello di un primo piano e l'altra al livello del quarto. Nelle intenzioni dei progettisti erano finalizzate al passeggio e al gioco dei bambini. L'orientazione generale delle facciate è rivolta a meridione, con massimo sfruttamento del soleggiamento. Complessivamente il complesso dei cinque edifici prevedeva la presenza di 865 appartamenti, che si stimava dovessero permettere una capienza complessiva di 4 500 abitanti.
Gli edifici seguono le curve di livello e si snodano per molti metri; l'edificio più lungo ha uno sviluppo di circa 540 metri per 33 di altezza. La fonte di ispirazione per questo tipo di edilizia, che segue l'andamento curvo del territorio, si può individuare nel "piano Obus" di Algeri ipotizzato negli anni trenta da Le Corbusier.
Il progetto attirò l'attenzione del mondo dell'Architettura del tempo, tra pareri positivi (che evidenziavano la forte carica innovativa del progetto) e negativi (principalmente per la scelta della zona, impervia e difficilmente raggiungibile, e per la densità abitativa, che era ritenuta troppo elevata per garantire una buona qualità della vita).
Il quartiere doveva essere immerso in un parco urbano, dovevano essere presenti molti servizi ed era prevista l'apertura di negozi lungo tutto l'edificio principale.. Negli anni immediatamente successivi all'ultimazione degli edifici furono costruite una serie di abitazioni private, sfruttando le opere di urbanizzazione del quartiere, che snaturarono il progetto urbanistico. In anni più recenti il quartiere è stato comunque dotato di alcuni servizi, quali la scuola elementare e materna e una chiesa cattolica.

## Origine e sviluppo
Edificate in pieno boom economico come case popolari, per far fronte alla richiesta di abitazioni dovuta alla forte immigrazione dal meridione d'Italia, le abitazioni del complesso edilizio furono assegnate poi anche a molte famiglie genovesi espropriate dal centro storico che proprio allora iniziava ad essere interessato da profondi lavori di ristrutturazione per l'adattamento a sede della city degli affari e a moderno quartiere per gli uffici pubblici e amministrativi locali.
L'evoluzione del quartiere non ha avuto, nel corso degli anni, vita facile. Specie nella fase iniziale - con carenza di strutture e servizi pubblici - venne identificato spesso come una sorta di ghetto, che diede la nascita ai quartieri "dormitorio" come Begato, CEP o le "Lavatrici", tutte strutture criticate in passato per il loro impatto paesaggistico e per l'isolamento dal resto del tessuto cittadino.

## Problemi di struttura
L'alluvione dell'ottobre 1970 ebbe come conseguenza il crollo di un'ala dell'edificio di via Fea. Nessuno rimase sotto le macerie. Al posto degli appartamenti è stato in seguito costruito un locale adibito a centro sociale e una scuola materna.

## Monumenti e luoghi d'interesse

### Architetture religiose
- Chiesa parrocchiale della Mater Ecclesiæ, inizialmente ospitata in una sede provvisoria nei pressi del complesso edilizio, fu eretta in parrocchia con decreto del cardinale Giuseppe Siri del 22 dicembre 1965. L'attuale chiesa fu inaugurata nel 1997.

## Galleria d'immagini

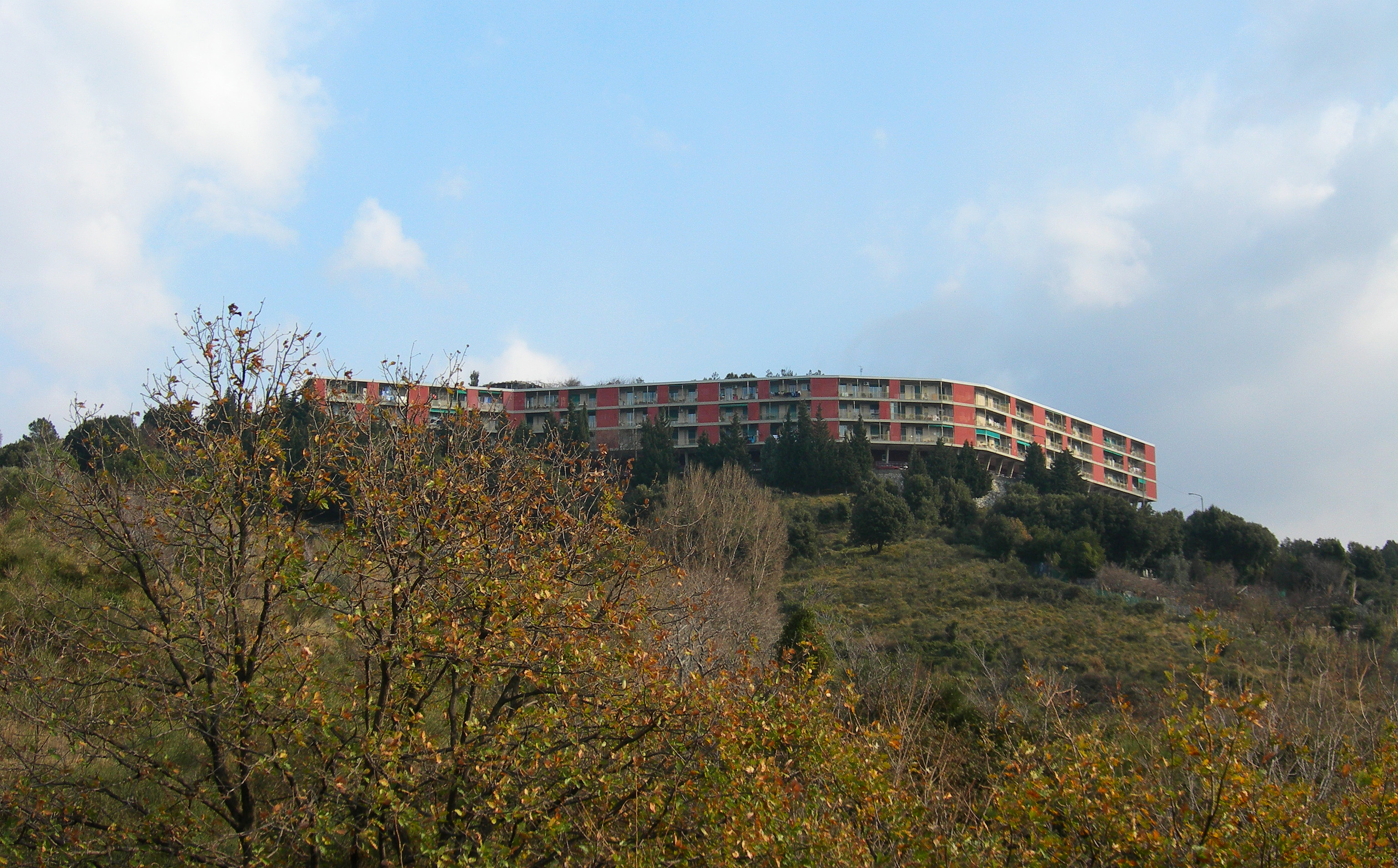
Il Biscione visto dal lato ovest
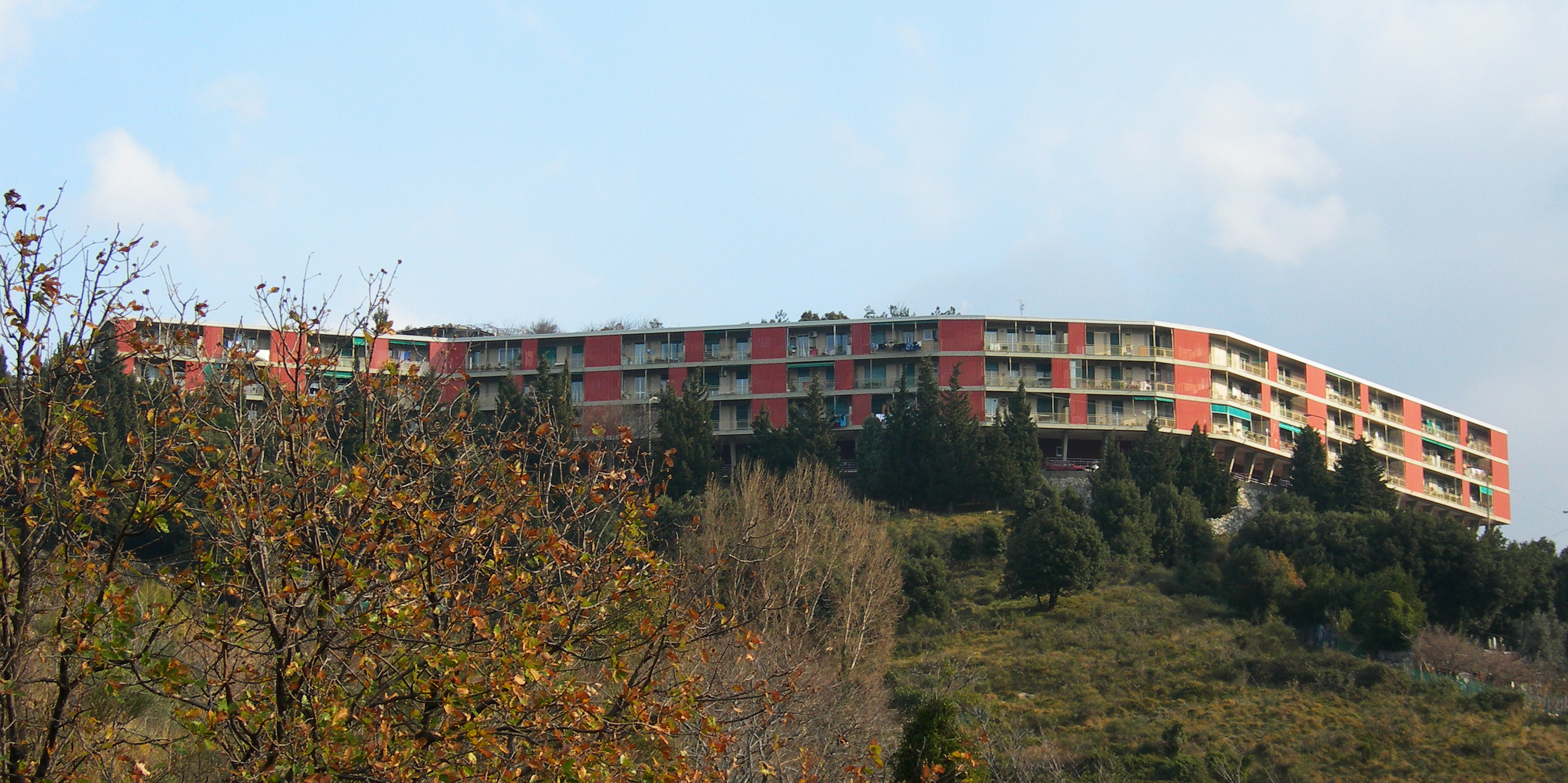
Particolare del lato ovest
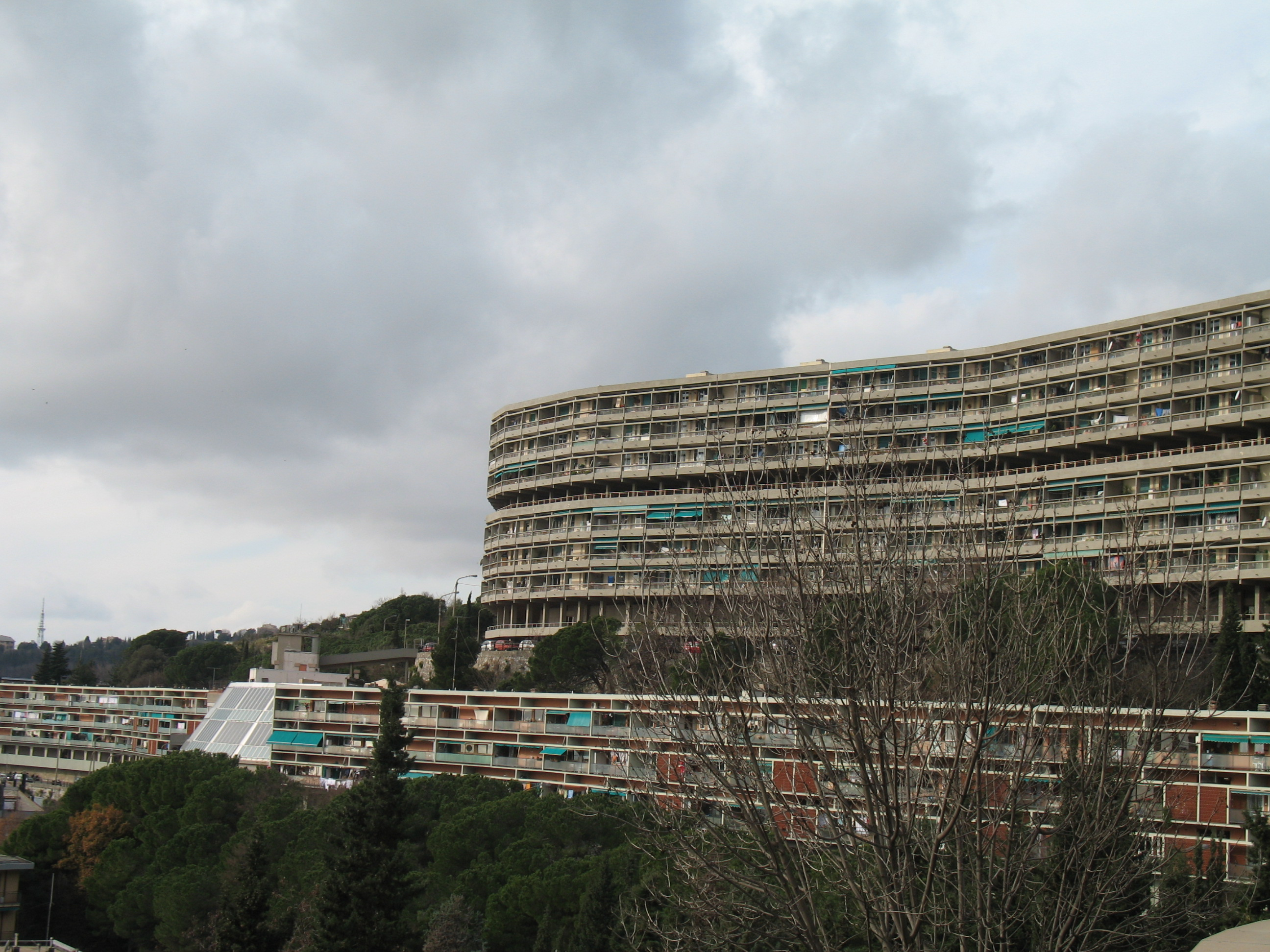
Panoramica dal lato est
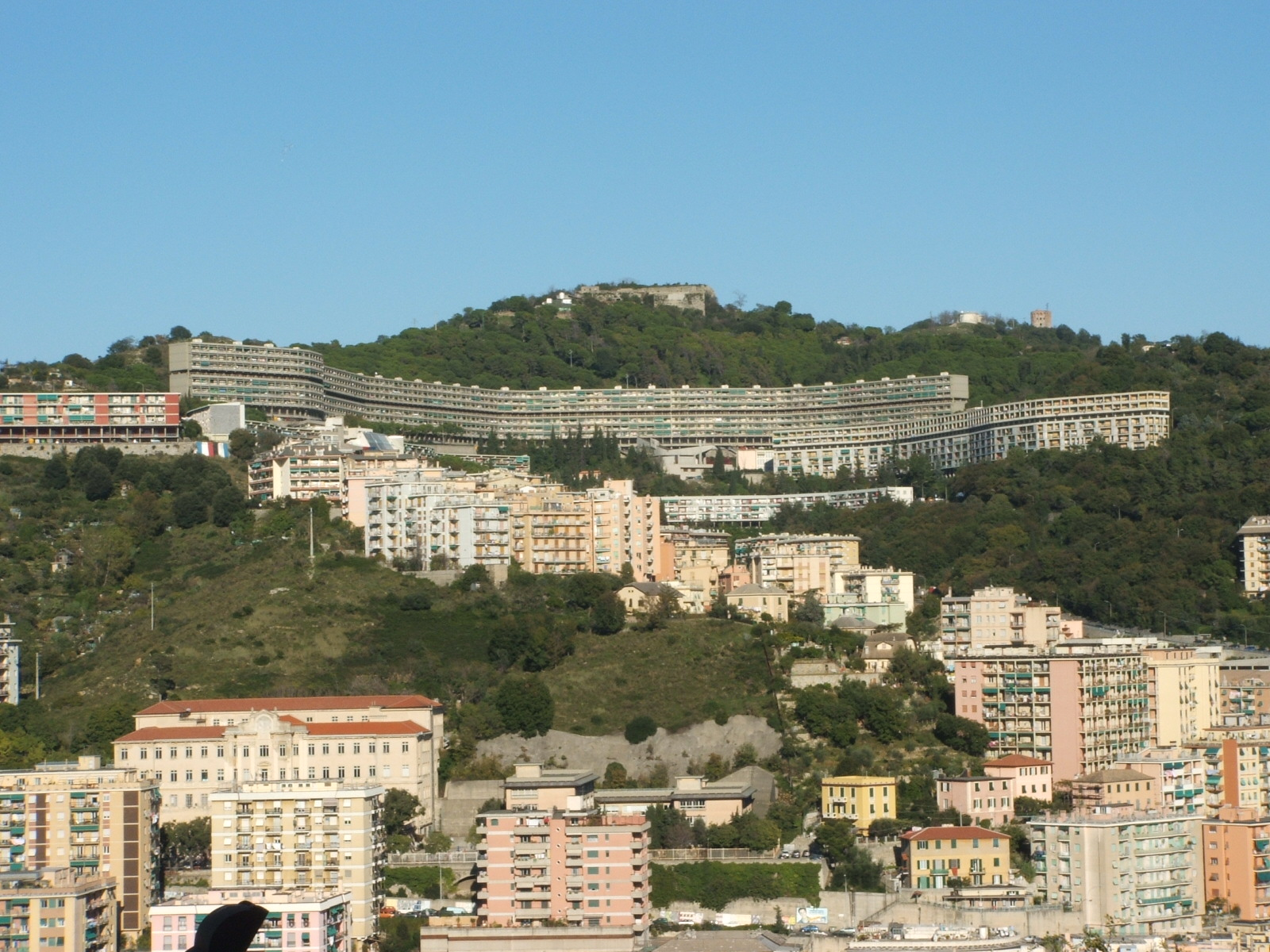
La collina che sovrasta il popoloso quartiere di Marassi, con il Biscione posto sulla sua sommità, vista dalle alture di Castelletto
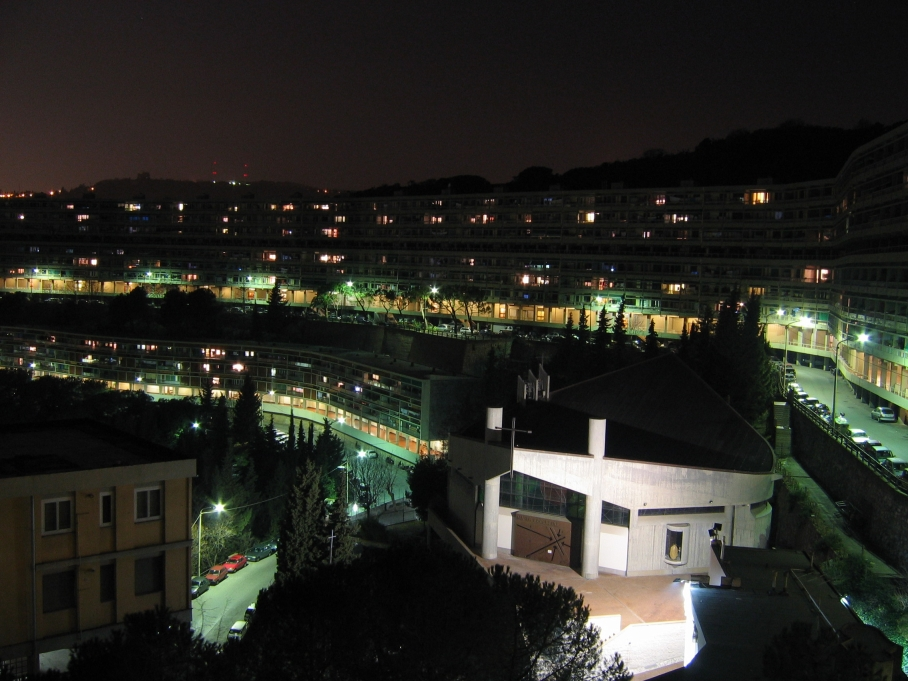
Una suggestiva immagine notturna del Biscione con al centro la nuova chiesa parrocchiale
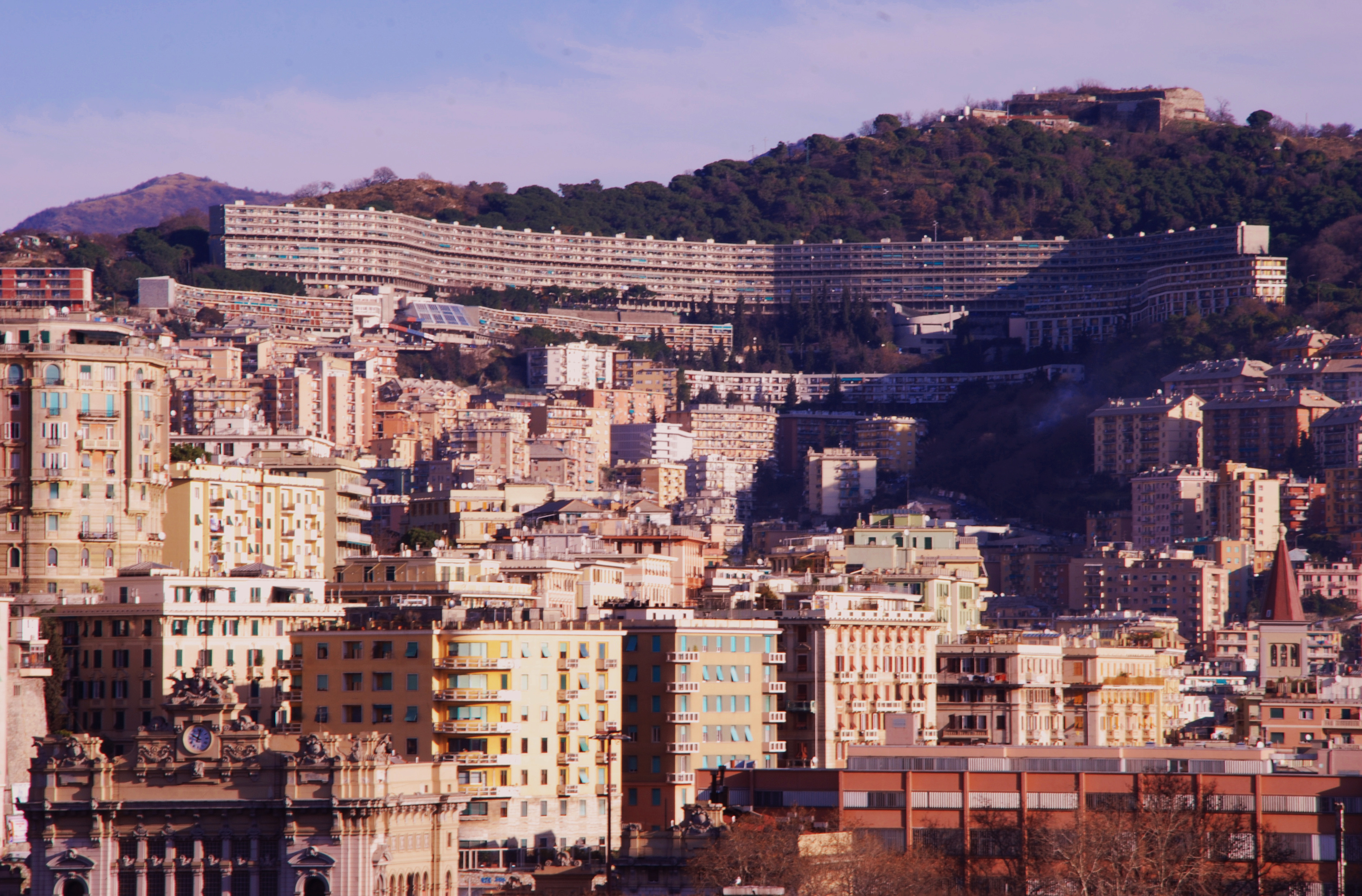
Il complesso visto dalla collina di Carignano
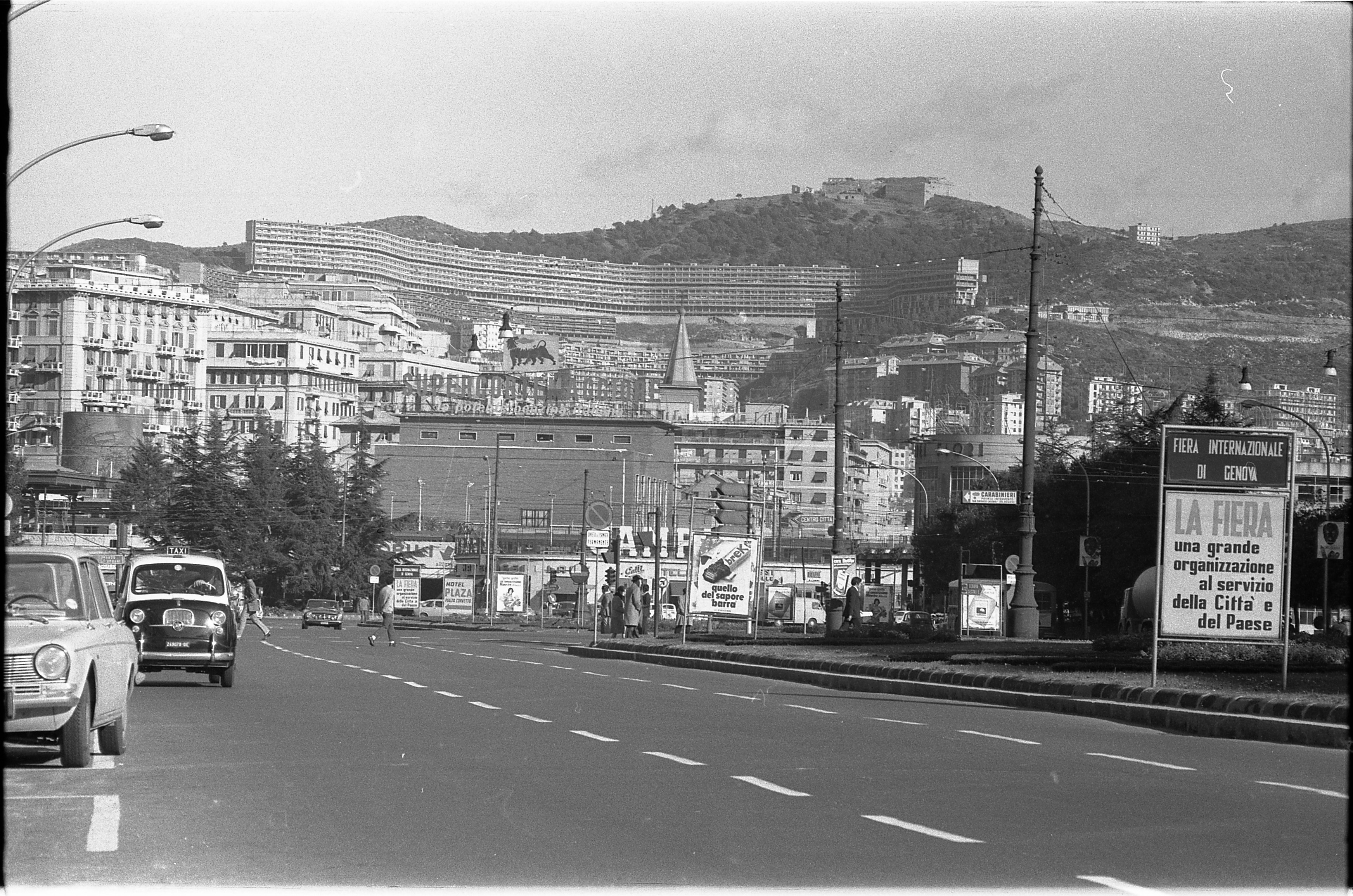
Vista del complesso nel 1970